# Jean Földeák
Jean Földeák, noto anche come János Földeák (Hitiaş, 9 giugno 1903 – Monaco di Baviera, 5 maggio 1993), è stato un lottatore tedesco.

## Biografia
È nato Hitiaş in Romania.
Ha rappresentato la Germania ai Giochi olimpici estivi di Los Angeles 1932, gareggiando nel torneo della lotta libera pesi welter, dove è arrivato quarto, e in quello della lotta greco-romana pesi medi, in cui si è aggiudicato la medaglia d'argento.

## Palmarès
- Giochi olimpici

Los Angeles 1932: argento nella lotta greco-romana pesi medi;
- Campionati europei di lotta

1934: oro nella lotta libera categoria -72 kg.
1933: oro nella lotta libera categoria -72 kg
1933: argento nella lotta greco-romana categoria - 79 kg.
1931: oro nella lotta libera categoria - 72 kg.
1930: bronzo nella lotta greco-romana - 72 kg.